# Pyrrosia nummulariifolia
Espèce
Pyrrosia nummulariifolia est une espèce de la famille des Polypodiaceae. L’aire de répartition naturelle de cette espèce s’étend du Bhoutan à la Chine (Yunnan) et à l’ouest et à la Malaisie centrale.

## Description
C’est un épiphyte ou lithophyte et pousse principalement dans le biome tropical humide. Elle présente des feuilles végétatives rondes et des sporophylles longs.

## Systématique
Le nom correct complet (avec auteur) de ce taxon est Pyrrosia nummulariifolia (Sw.) Ching.
L'espèce a été initialement classée dans le genre Acrostichum sous le basionyme Acrostichum nummularifolium Sw..
Pyrrosia nummulariifolia a pour synonymes :
- Acrostichum nummularifolium Sw.
- Acrostichum nummulariifolium var. subpeltatum Blume
- Acrostichum obovatum Blume
- Cyclophorus nummulariifolius var. obovatus (Blume) Bonap.
- Cyclophorus nummulariifolius var. rufus Alderw.
- Cyclophorus nummulariifolius (Sw.) C.Chr.
- Cyclophorus obovatus (Blume) Alderw.
- Galeoglossa nummularifolia (Sw.) C.Presl
- Galeoglossa obovata (Blume) C.Presl
- Galeoglossa rotundifolia C.Presl
- Gymnopteris nummulariifolia (Sw.) C.Presl
- Niphobolus nummulariifolius (Sw.) J.Sm.
- Niphobolus obovatus (Blume) Kunze
- Niphobolus rotundifolius (C.Presl) Fée
- Polypodium nummulariifolium var. obovatum (Blume) C.B.Clarke
- Polypodium nummulariifolium (Sw.) Mett.
- Polypodium obovatum (Blume) Mett.
- Pteropsis nummulariifolius (Sw.) Desv.
- Pyrrosia nummulariifolia var. rufa (Alderw.) Ching
- Pyrrosia obovata (Blume) Ching